# Lista de canções gravadas por Gloria Groove

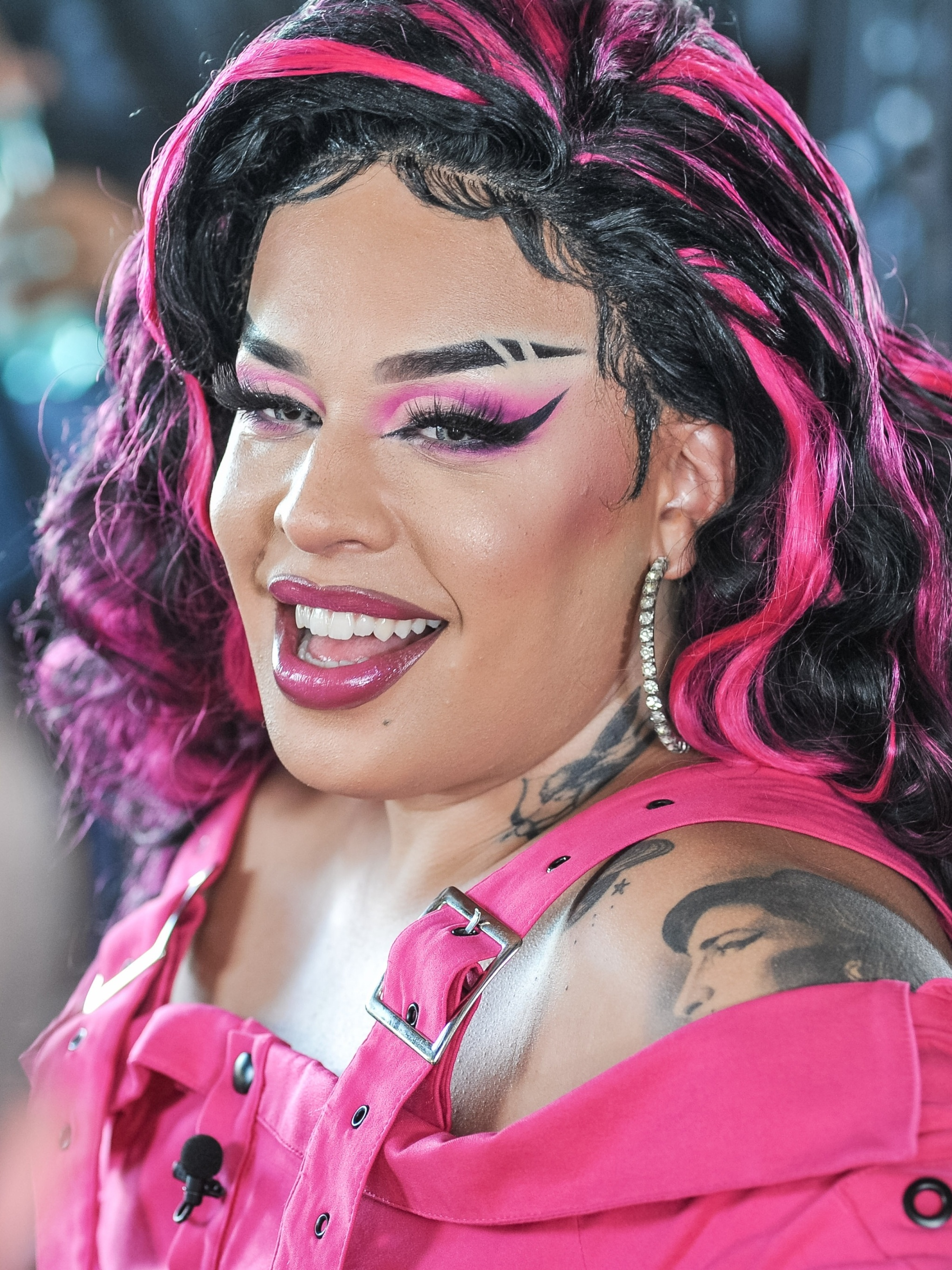
Gloria Groove em 2021.

A seguir é apresentada a lista das canções gravadas por Gloria Groove (nome verdadeiro: Daniel Garcia), um cantor, compositor, dublador, rapper, ator e drag queen brasileiro que gravou canções para dois álbum de estúdio, um ao vivo, dois EPs e 51 singles. 

## Canções

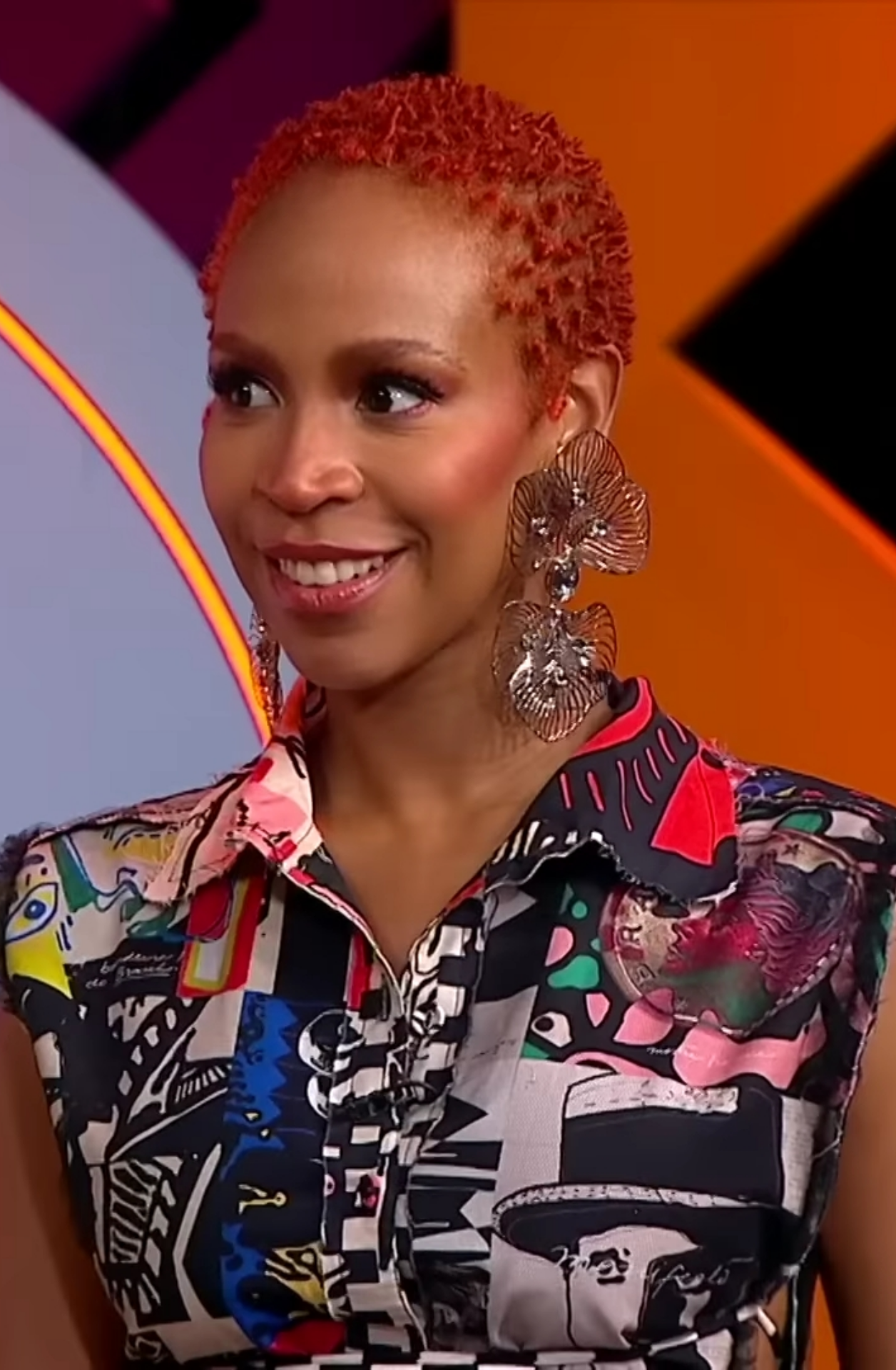
Gloria Groove e Karol Conká (foto) colaboraram em "Quem Tem Joga" e "Alavancô".

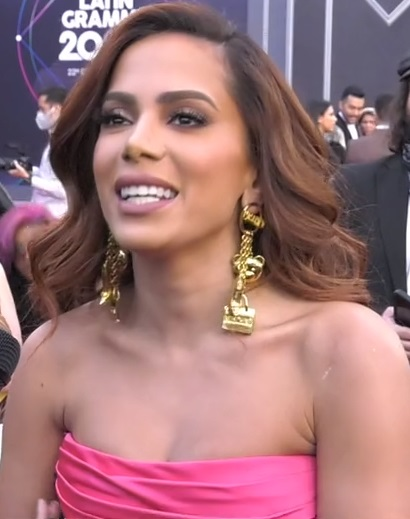
Gloria Groove e Anitta (foto) colaboraram em "Proibidona" e "Show das Poderosas".

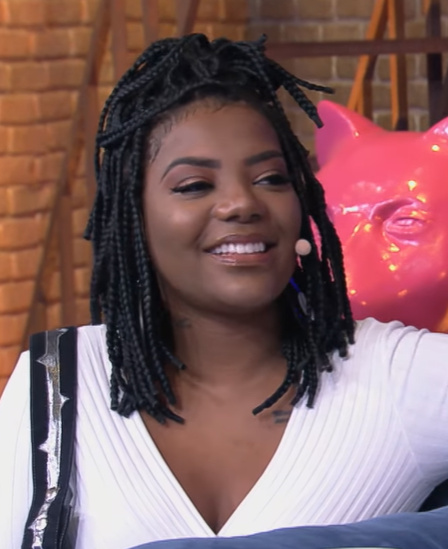
Gloria Groove e Ludmilla (foto) colaboraram em "Medley Lud Session", "Numanice Lud Session" e "Da Braba".

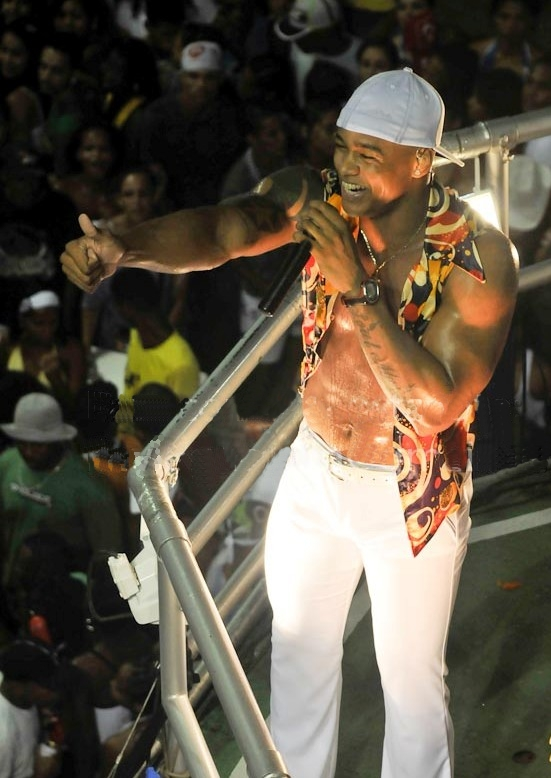
Gloria Groove e Leo Santana (foto) colaboraram em "Arrasta".

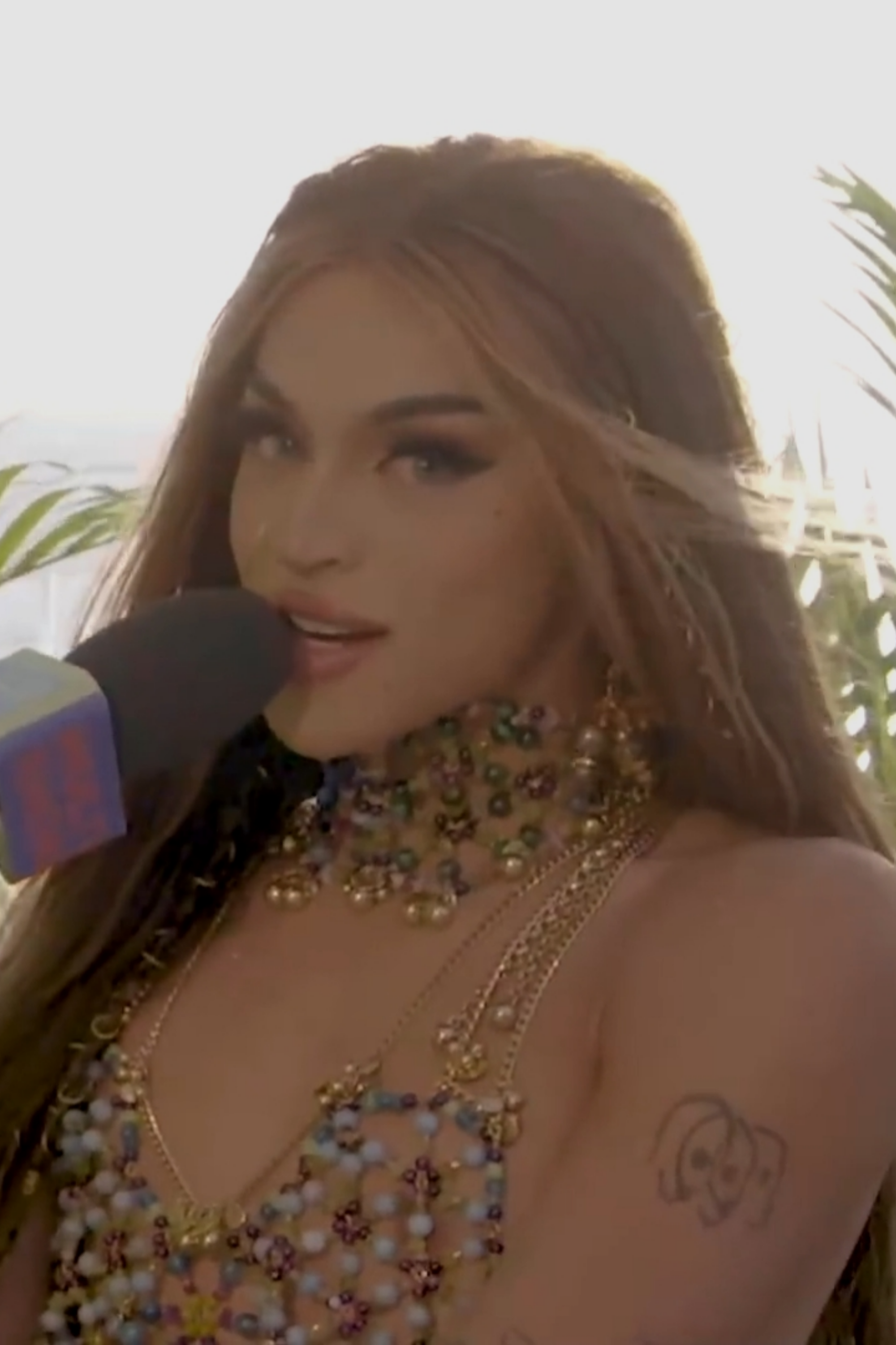
Gloria Groove e Pabllo Vittar (foto) colaboraram em "Ameianoite", "Filhos do Arco-Íris", "Joga Bunda" e "Bruxaria 3000".

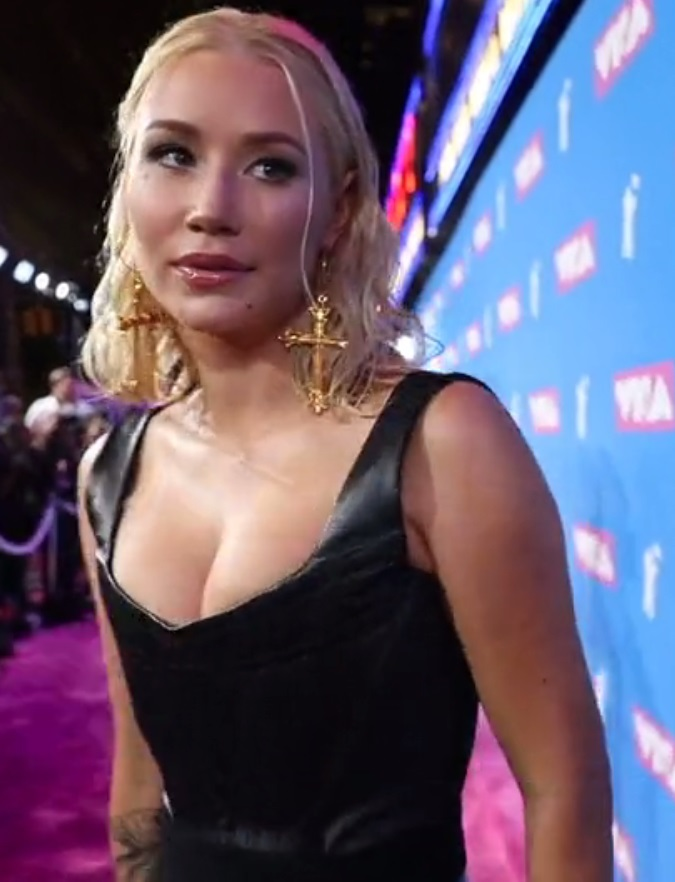
Gloria Groove e Iggy Azalea (foto) colaboraram em "Brazil (Remix)".

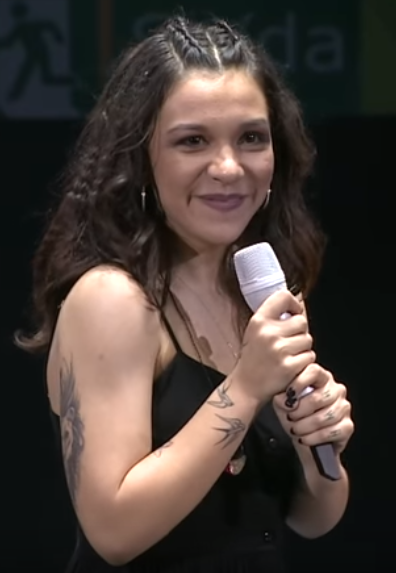
Gloria Groove e Priscilla (foto) colaboraram em "Sobrevivi".

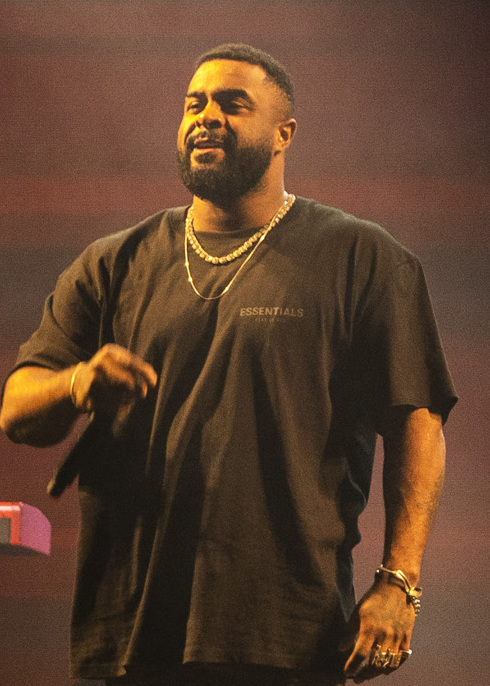
Gloria Groove e Baco Exu do Blues (foto) colaboraram em "Samba in Paris".

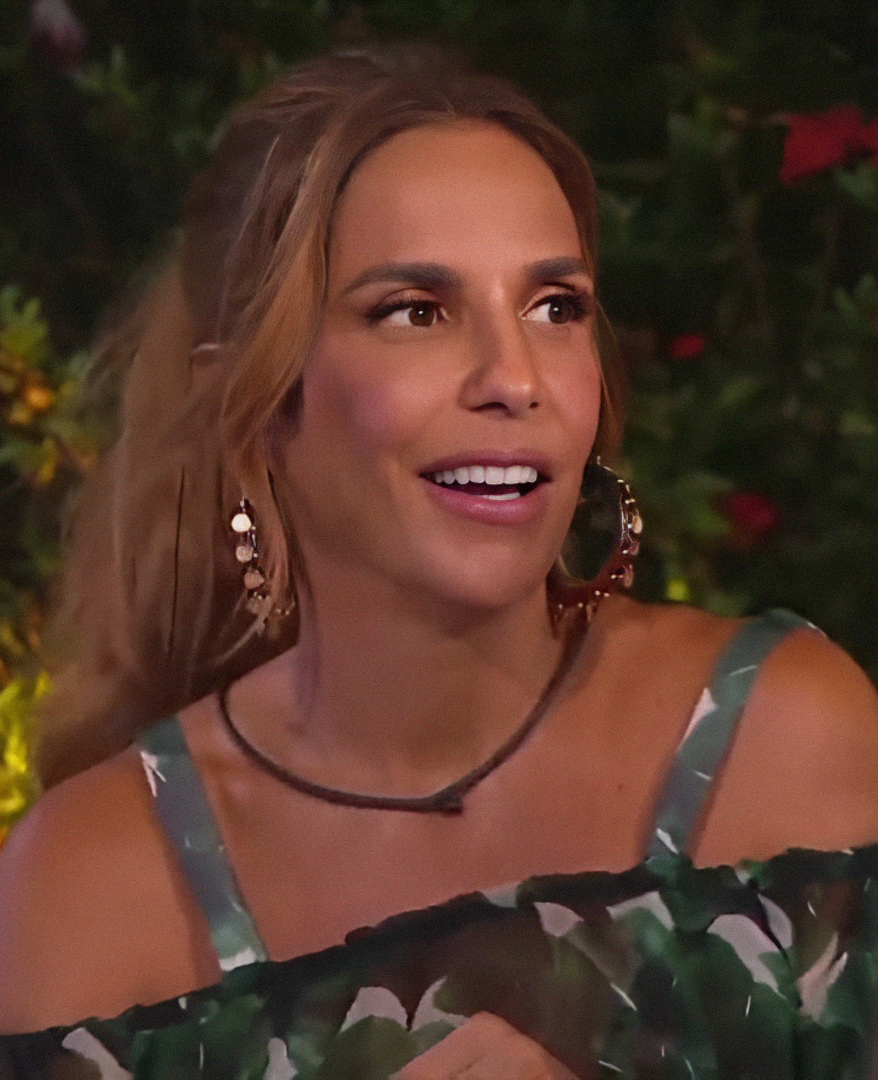
Gloria Groove e Ivete Sangalo (foto) colaboraram em "Onda Poderosa".

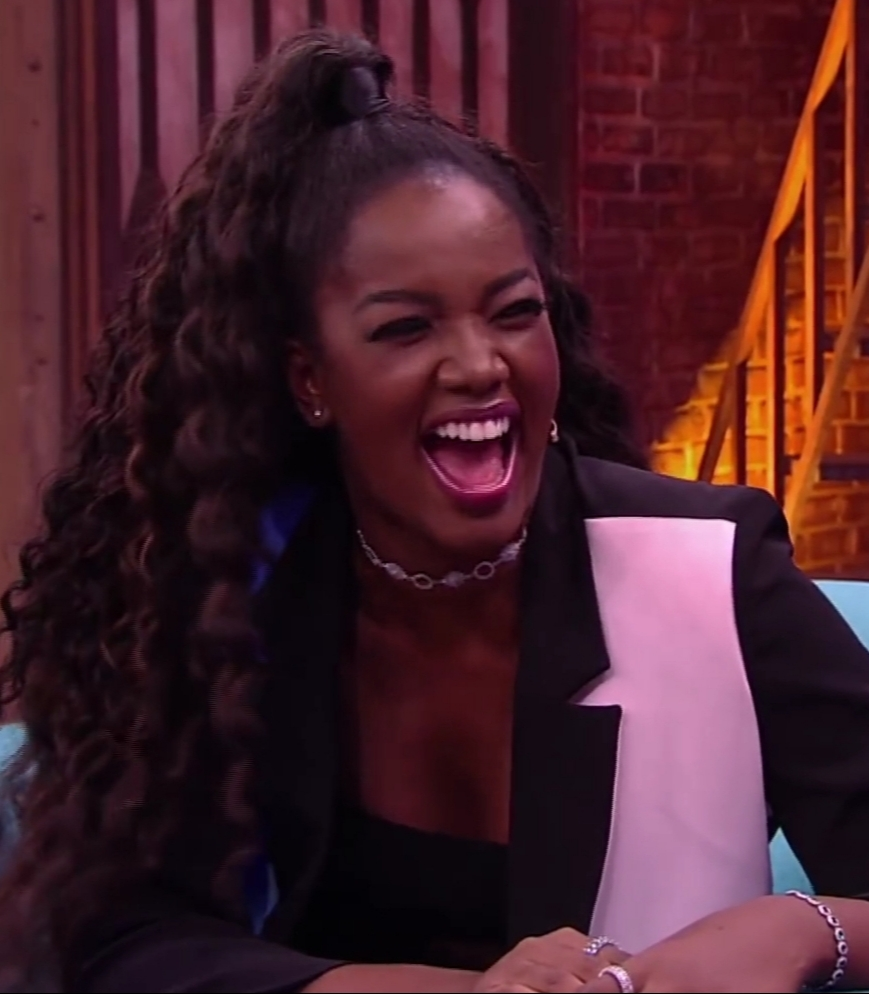
Gloria Groove e Iza (foto) colaboraram em "Rebola" e "Yoyo".

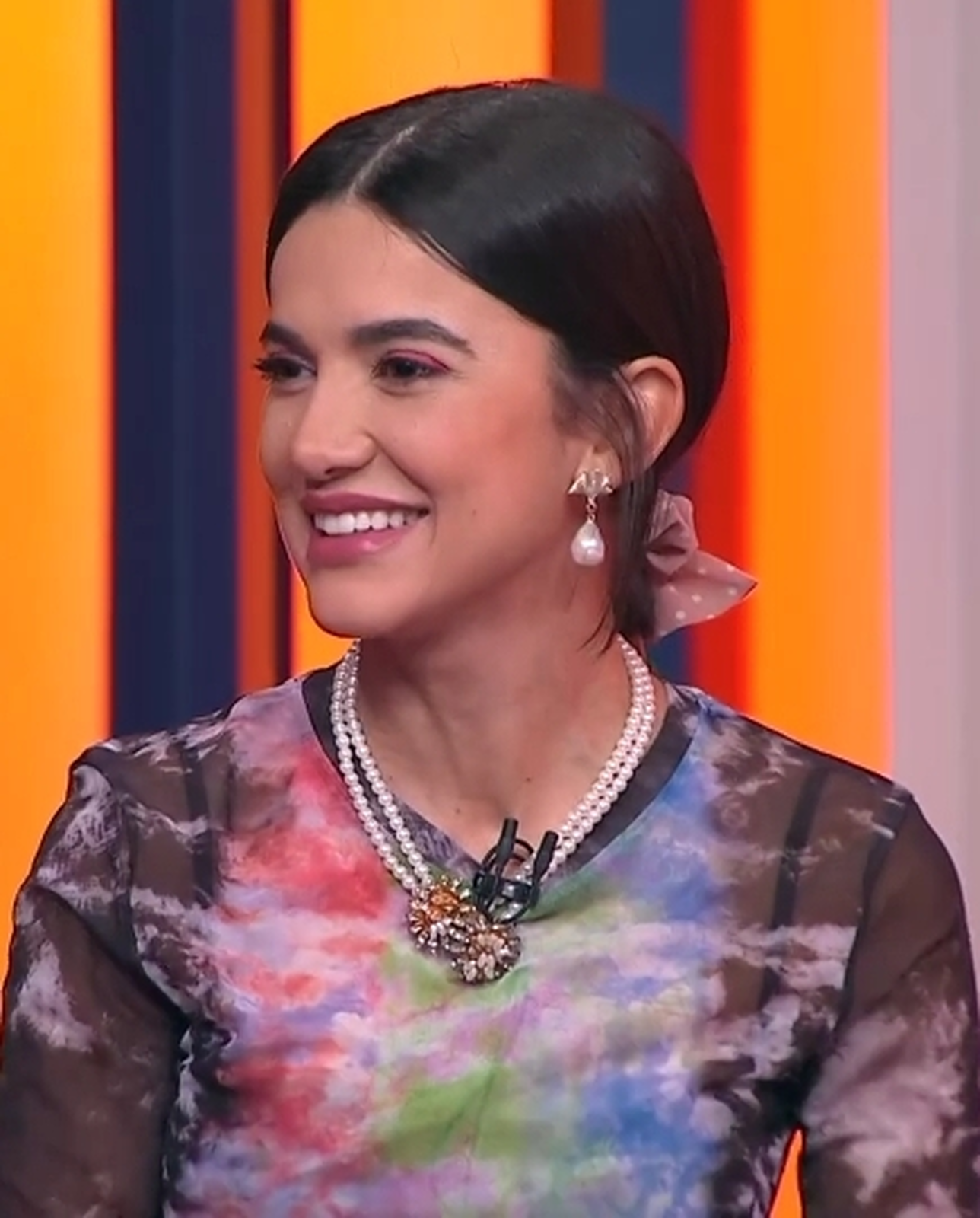
Gloria Groove e Manu Gavassi (foto) colaboraram em "Deve Ser Horrível Dormir Sem Mim".

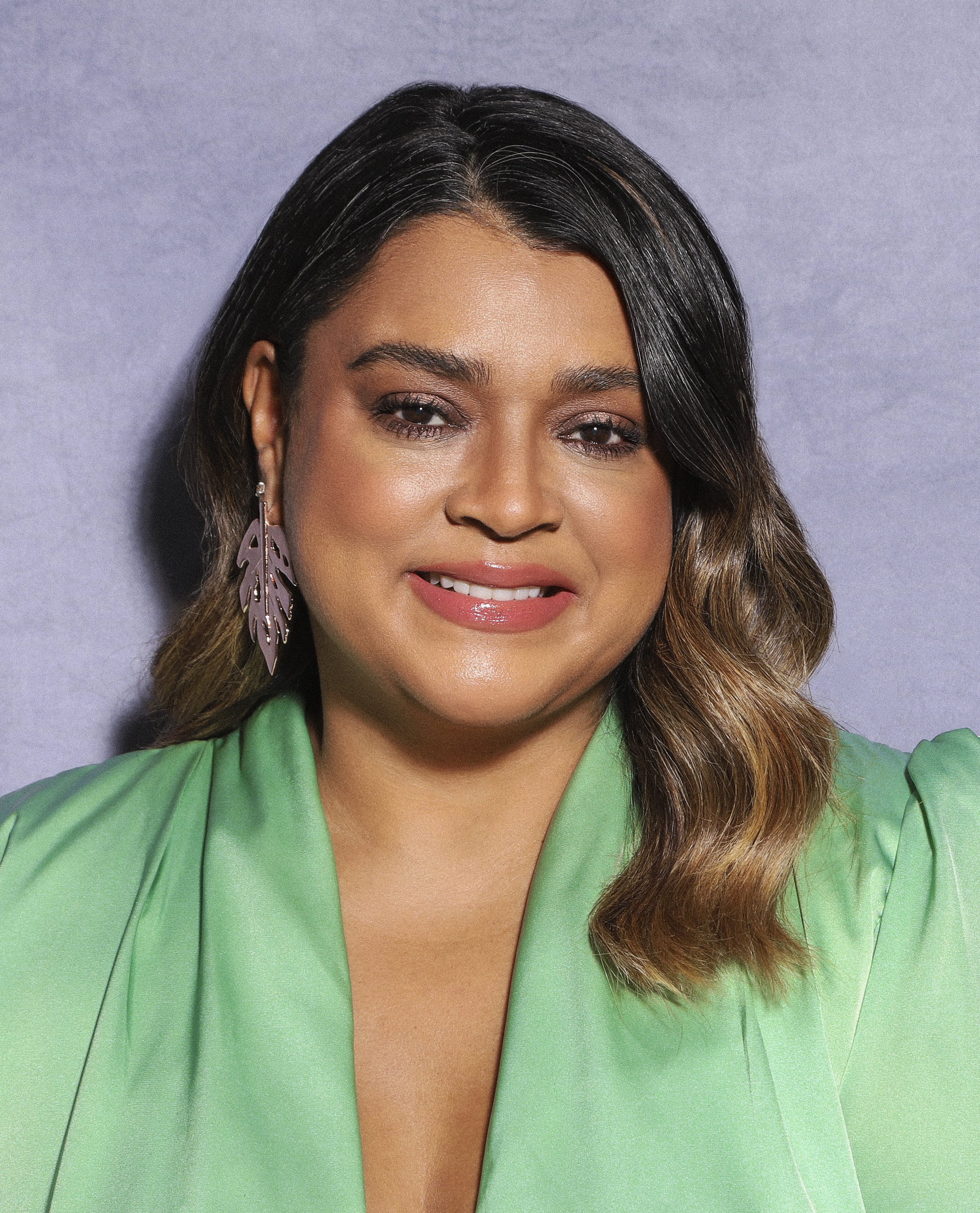
Gloria Groove e Preta Gil (foto) colaboraram em "Só o Amor".

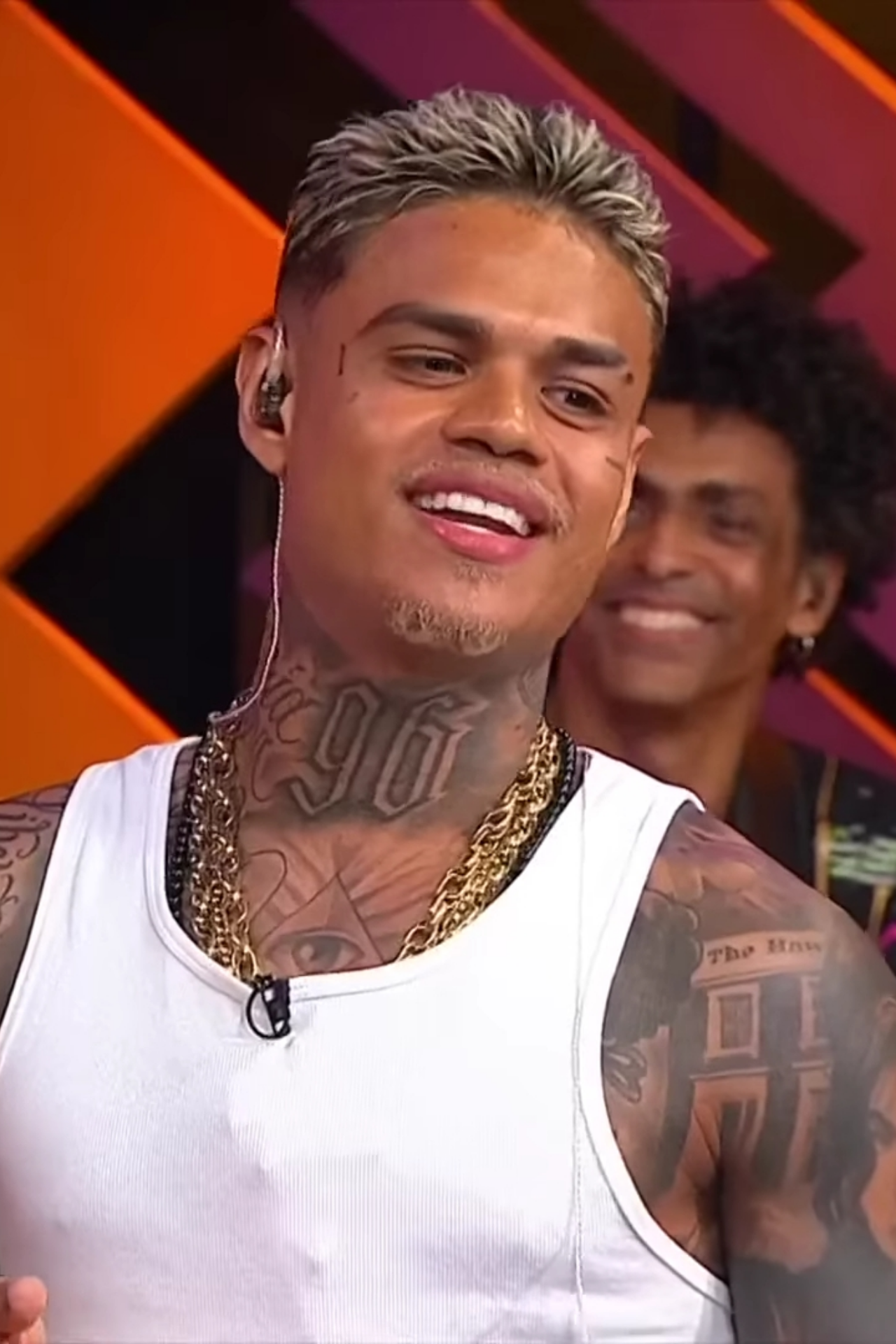
Gloria Groove e MC Cabelinho (foto) colaboraram em "Nossa Música".

| † | Denota lançamento como single             |  |
| ‡ | Denota lançamento como single promocional |  |
|   | Denota uma canção que não foi lançada     |  |

| Canção | Compositor(es) | Álbum                                                | Ano          | Ref.                |
| --- | --- | ---------------------------------------------------- | ------------ | ------------------- |
| "085 RMX" MC Rogerinho part. Gloria Groove | Matheus Araujo Dias Patriky Bonieky Santos da Silva Sérgio Antônio da Costa Neto Theonathan Marcus Rodrigues Oliveira                                  | Não associado a nenhum álbum                         | 2023         | [ 1 ]               |
| "A Caminhada" | Gloria Groove Sérgio Santos Ruxell Pablo Bispo | Alegoria Lady Leste (Ao Vivo)                        | 2019 /2023   | [ 2 ] [ 3 ]         |
| "A Queda" | Gloria Groove Sérgio Santos Ruxell Pablo Bispo Lukinhas Matheus Santos                                                                                 | Lady Leste Lady Leste (Ao Vivo)                      | 2021 /2023   | [ 4 ] [ 3 ]         |
| "A Tua Voz" | Gloria Groove Sérgio Santos Ruxell Pablo Bispo | Affair Lady Leste (Ao Vivo)                          | 2020 /2023   | [ 5 ] [ 3 ]         |
| "Alavancô" com Karol Conká e Linn da Quebrada | Linn da Quebrada Karol Conká Gloria Groove | Não associado a nenhum álbum                         | 2019         | [ 6 ]               |
| "Ameianoite" dueto de Pabllo Vittar e Gloria Groove | Maffalda Zebu Ruxell Rodrigo Gorky Pablo Bispo Tap Sounds Arthur Marques Gloria Groove (remix) Siamese (remix)                                         | Noitada                                              | 2022         | [ 7 ]               |
| "Ameianoite (Clementaum Remix)" com Pabllo Vittar e Siamese | Maffalda Zebu Ruxell Rodrigo Gorky Pablo Bispo Tap Sounds Arthur Marques Gloria Groove (remix) Siamese (remix)                                         | After                                                | 2023         | [ 8 ]               |
| "Ao Som do Tuim" com DJ GBR e MC Rick | Gloria Groove DJ GBR MC Rick Multi Pablo Bispo Ruxell Tapsounds                                                                                        | Futuro Fluxo                                         | 2023         | [ 9 ]               |
| "Apaga a Luz" | Gloria Groove Sérgio Santos Ruxell Pablo Bispo | Lady Leste (Ao Vivo)                                 | 2018 /2023   | [ 10 ] [ 3 ]        |
| "Apenas um Neném" dueto de Gloria Groove e Marina Sena | Gloria Groove Ruxell Pablo Bispo Lukinhas | Lady Leste Lady Leste (Ao Vivo)                      | 2022 /2023   | [ 11 ] [ 3 ]        |
| "Aquecimento Silvetty" com Silvetty Montilla e Ruxell | Gloria Groove Ruxell Pablo Bispo Silvetty Montilla | Futuro Fluxo                                         | 2023         | [ 9 ]               |
| "Arrasta" com Leo Santana | Gloria Groove Sérgio Santos Ruxell Pablo Bispo | Não associado a nenhum álbum                         | 2018         | [ 12 ]              |
| "Baile dos Shorts" com Evehive, Gaia Bassan e Zaila | Desconhecido | Não associado a nenhum álbum                         | 2022         | [ 13 ] [ 14 ]       |
| "Barulhada" | MC GW Ruxell Multi Pablo Bispo Tapsounds | Futuro Fluxo                                         | 2023         | [ 9 ]               |
| "Beat Megatrônico" com MC GW e Ruxell | Gloria Groove MC GW Ruxell Multi Pablo Bispo Tapsounds                                                                                                 | Futuro Fluxo                                         | 2023         | [ 9 ]               |
| "Bonekinha" | Gloria Groove Ruxell Pablo Bispo | Lady Leste Lady Leste (Ao Vivo)                      | 2021 /2023   | [ 15 ] [ 3 ]        |
| "Brazil (Remix)" Iggy Azalea part. Gloria Groove | Iggy Azalea Bobby Sessions Gloria Groove | Não associado a nenhum álbum                         | 2021         | [ 16 ]              |
| "Bruxaria 300" Gloria Groove, MC Aleff, Yure IDD part. Pabllo Vittar                                                                                           | Arthur Marques Gloria Groove Gorky Maffalda MC Aleff Multi Pablo Bispo Ruxell Tapsounds Yure IDD Zebu                                                  | Futuro Fluxo                                         | 2023         | [ 17 ]              |
| "Bumbum de Ouro" | Gloria Groove Sérgio Santos Ruxell Pablo Bispo | Lady Leste (Ao Vivo)                                 | 2017 /2023   | [ 18 ] [ 3 ]        |
| "Capricórnio" Xamã e Neo Beats part. Gloria Groove | Xamã Gloria Groove | Zodiaco                                              | 2020         | [ 19 ]              |
| "Catuaba" Aretuza Lovi part. Gloria Groove | Aretuza Lovi Gloria Groove | Não associado a nenhum álbum                         | 2016         | [ 20 ]              |
| "Catuaba (Ruxell Remix)" Aretuza Lovi part. Gloria Groove | Aretuza Lovi Gloria Groove | Mercadinho                                           | 2018         | [ 21 ]              |
| "Coisa Boa" | Gloria Groove Sérgio Santos Ruxell Pablo Bispo | Need For Speed: Heat Soundtrack Lady Leste (Ao Vivo) | 2019 /2023   | [ 22 ] [ 23 ] [ 3 ] |
| "Correr Para Viver" | Alan Menken Tim Rice | Aladdin (Trilha Sonora Original em Português)        | 2019         | [ 24 ]              |
| "Correr Para Viver (Reprise)" | Alan Menken Tim Rice | Aladdin (Trilha Sonora Original em Português)        | 2019         | [ 24 ]              |
| "Correr Para Viver (Reprise 2)" | Alan Menken Tim Rice | Aladdin (Trilha Sonora Original em Português)        | 2019         | [ 24 ]              |
| "Da Braba" com Ludmilla e MC GW | Gloria Groove Ludmilla MC GW Multi Pablo Bispo Ruxell Tapsounds                                                                                        | Futuro Fluxo                                         | 2023         | [ 9 ]               |
| "Deve Ser Horrível Dormir Sem Mim dueto de Manu Gavassi e Gloria Groove                                                                                        | Manu Gavassi Gloria Groove Lucas Silveira Tiago Abrahão                                                                                                | Não associado a nenhum álbum                         | 2020         | [ 25 ]              |
| "Dona" | Gloria Groove Evandro Cezar | O Proceder                                           | 2016         | [ 26 ]              |
| "Entra Na Nave" com MC Aleff e MC Jhenny | Gloria Groove Ruxell Pablo Bispo Tapsounds Multi MC Aleff MC Jhenny                                                                                    | Futuro Fluxo                                         | 2023         | [ 9 ]               |
| "Filhos do Arco-Íris" com Preta Gil, Fafá de Belém, Luiza Possi, Daniela Mercury, Di Ferrero, Sandy, Alice Caymmi, Pabllo Vittar, Kell Smith e Carlinhos Brown | Nizan Guanaes | Não associado a nenhum álbum                         | 2017         | [ 27 ]              |
| "Fogo no Barraco" part. MC Tchelinho | Gloria Groove Ruxell Pablo Bispo Blue MC Tchelinho Stella Abi-Saber                                                                                    | Lady Leste Lady Leste (Ao Vivo)                      | 2022 /2023   | [ 11 ] [ 3 ]        |
| "Furduncin" com DJ Biel do Furduncinho e Luck Muzik | DJ Biel do Furduncinho Gloria Groove Luck Muzik | Não associado a nenhum álbum                         | 2023         | [ 28 ]              |
| "Futuro Fluxo" dueto de Gloria Groove e DJ Tonias | Gloria Groove DJ Tonias | Futuro Fluxo                                         | 2023         | [ 9 ]               |
| "Gay (Interlúdio)" | Gloria Groove | O Proceder                                           | 2017         | [ 29 ]              |
| "Gloriosa" | Gloria Groove Nelson D | O Proceder Lady Leste (Ao Vivo)                      | 2017 /2023   | [ 3 ]               |
| "Greta" | Gloria Groove Ruxell Pablo Bispo | Lady Leste Lady Leste (Ao Vivo)                      | 2022 /2023   | [ 11 ]              |
| "Império" | Gloria Groove Evandro Cezar | O Proceder                                           | 2016         | [ 30 ]              |
| "Incondicional" part. Gina Garcia | Alexander Biggs Mitch Kenny Gloria Groove | Lady Leste (Ao Vivo)                                 | 2020 /2023   | [ 31 ] [ 3 ]        |
| "Joga Bunda" com Aretuza Lovi e Pabllo Vittar | Gloria Groove Ruxell Pablo Bispo | Mercadinho                                           | 2018         | [ 32 ]              |
| "Jogo Perigoso" | Gloria Groove Sérgio Santos Ruxell Pablo Bispo | Lady Leste                                           | 2022         | [ 11 ] [ 33 ]       |
| "Lágrima" Hiran part. Gloria Groove, Baco Exu do Blues e Àttøøxxá                                                                                              | Hiran Gloria Groove Baco Exu do Blues Rafael Dias | Não associado a nenhum álbum                         | 2019         | [ 34 ]              |
| "Leilão" | Gloria Groove Ruxell Pablo Bispo | Lady Leste Lady Leste (Ao Vivo)                      | 2021 /2023   | [ 35 ] [ 3 ]        |
| "Liberdade" | Priscilla Alcantara | Não associado a nenhum álbum                         | 2019         | [ 36 ]              |
| "LSD" | Gloria Groove Ruxell Pablo Bispo | Lady Leste Lady Leste (Ao Vivo)                      | 2021 /2023   | [ 37 ] [ 11 ] [ 3 ] |
| "Madrugada" com Gina Garcia, Dyani Ribeiro e Marina Sirabello                                                                                                  | Edu Camargo Junior Meirelles | O Proceder                                           | 2017         | [ 29 ]              |
| "Magenta Ca$h" part. Monna Brutal | Gloria Groove Monna Brutal Sérgio Santos Ruxell Pablo Bispo                                                                                            | Alegoria                                             | 2019         | [ 2 ]               |
| "Máscara" dueto de Gloria Groove e Pitty | Pitty | Lady Leste (Ao Vivo)                                 | 2023         | [ 3 ]               |
| "Me Olha nos Olhos" / "Futuro Prometido" / "Não Tem Perdão" com Sorriso Maroto                                                                                 | Gustavo Lins Sergio Jr. Tatau Umberto Tavares Valtinho Jota                                                                                            | Sorriso Eu Gosto No Pagode (Ao Vivo)                 | 2023         | [ 38 ]              |
| "Medley Lud Session" dueto de Gloria Groove e Ludmilla | Umberto Tavares Ruxell Sérgio Santos Sangyun Ahn Pablo Bispo Nigel Bellis Luiz Lins Ludmilla Jefferson Junior Sukwhan Han Gloria Groove Arthur Marques | Não associado a nenhum álbum                         | 2021         | [ 39 ]              |
| "Mil Grau" | Gloria Groove Sérgio Santos Ruxell Pablo Bispo | Alegoria                                             | 2019         | [ 2 ]               |
| "Modo Xuxa" | Gloria Groove Multi Pablo Bispo Ruxell Tapsounds | Futuro Fluxo                                         | 2023         | [ 9 ]               |
| "Muleke Brasileiro" | Gloria Groove | O Proceder                                           | 2017         | [ 40 ]              |
| "Nave Cor de Rosa" Boombeat part. Gloria Groove | Boombeat Gloria Groove Victor Gabriel de Grammont Machado                                                                                              | Nem Tudo é Close                                     | 2020         | [ 41 ]              |
| "Necomancia" Linn da Quebrada part. Gloria Groove | Linn da Quebrada Gloria Groove | Pajubá                                               | 2017         | [ 42 ]              |
| "Noite de Caça" Mateus Carrilho part. Gloria Groove | Mateus Carrilho Gloria Groove | Não associado a nenhum álbum                         | 2021         | [ 43 ]              |
| "Nossa Música" MC Cabelinho part. Gloria Groove e Dallass | MC Cabelinho Gloria Groove | Little Love                                          | 2022         | [ 44 ]              |
| "Numanice Lud Session" dueto de Ludmilla e Gloria Groove | Umberto Tavares Ruxell Sérgio Santos Sangyun Ahn Pablo Bispo Nigel Bellis Luiz Lins Ludmilla Jefferson Junior Sukwhan Han Gloria Groove Arthur Marques | Não associado a nenhum álbum                         | 2021         | [ 45 ]              |
| "O Proceder" | Gloria Groove Evandro Cezar | O Proceder                                           | 2017         | [ 29 ]              |
| "Onda Poderosa" dueto de Ivete Sangalo e Gloria Groove | Ivete Sangaçlo Gloria Groove Radames Venancio Gigi Samir Trindade                                                                                      | Onda Boa com Ivete                                   | 2022         | [ 46 ]              |
| "Oops!... I Did It Again" | Max Martin Rami Yacoub | Não associado a nenhum álbum                         | 2023         | [ 47 ]              |
| "Paz, Amor e Grave" com Ruxell e Rincon Sapiência | Ruxell Gloria Groove Rincon Sapiência Jacinto Silva Onildo Almeida Sérgio Santos Pablo Bispo                                                           | Paz, Amor e Grave                                    | 2019         | [ 48 ]              |
| "Pimenta" Bivolt part. Nave e Gloria Groove | Bivolt Nave Gloria Groove | Nitro                                                | 2021         | [ 49 ]              |
| "Pisando Fofo" part. Tasha & Tracie | Gloria Groove Tasha Okereke Tracie Okereke Ruxell Lukinhas Pablo Bispo                                                                                 | Lady Leste                                           | 2022         | [ 11 ] [ 50 ]       |
| "Planeta Ousadia" | Gloria Groove Multi Ruxell Pablo Bispo Tapsounds | Futuro Fluxo                                         | 2023         | [ 9 ]               |
| "Poesia Acústica 14" Pineapple StormTV part. Cesar MC, MC Ryan SP, Lourena, Major RD, Derxan, WIU, Djonga, KayBlack e Gloria Groove                            | Vinícius de Moraes Antônio Carlos Jobimi Cesar MC MC Ryan SP Lourena Major RD Derxan WIU Djonga KayBlack Gloria Groove Malak                           | Não associado a nenhum álbum                         | 2023         | [ 51 ]              |
| "Presente do Céu" Thiaguinho part. Gloria Groove | Thiaguinho Riley Bell Prateado Matthew Burnett Jordan Evans Joey Mattos Gabriel Barriga Billy SP Daniel Caesar                                         | Infinito 2021, Vol. 2                                | 2021         | [ 52 ]              |
| "Problema" | Gloria Groove Evandro Cezar | O Proceder                                           | 2017         | [ 29 ]              |
| "Proibidona" com Anitta e Valesca Popozuda | Gloria Groove Ruxell Matheus Santos | Futuro Fluxo                                         | 2023         | [ 53 ]              |
| "Proibidona Ssa Rmx" com Oh Polêmico, Rafinha RSQ, Anitta e Valesca Popozuda                                                                                   | Gloria Groove Multi Pablo Bispo Tapsounds | Futuro Fluxo                                         | 2023         | [ 9 ]               |
| "Provocar" dueto de Lexa e Gloria Groove | André Vieira Breder Wallace Vianna Gloria Groove | Chama a Lexa Só Depois do Carnaval                   | 2018         | [ 54 ]              |
| "Quebradeira" Danna Lisboa part. Gloria Groove | Danna Lisboa Grooove | Ideais                                               | 2017         | [ 55 ]              |
| "Quem Tem Joga" Drik Barbosa part. Gloria Groove e Karol Conká                                                                                                 | Drik Barbosa Gloria Groove Karol Conká Emicida Grou | Drik Barbosa                                         | 2019         | [ 56 ]              |
| "Radar" | Gloria Groove Sérgio Santos Ruxell Pablo Bispo Arthur Marques                                                                                          | Affair Lady Leste (Ao Vivo)                          | 2020         | [ 57 ] [ 3 ]        |
| "Raio Laser" dueto de Gloria Groove e Thiago Pantaleão | Gloria Groove Ruxell Pablo Bispo Multi Tapsounds | Futuro Fluxo                                         | 2023         | [ 9 ]               |
| "Rebola" Iza part. Gloria Groove e Carlinhos Brown | Iza Sérgio Santos Ruxell Pablo Bispo | Dona de Mim                                          | 2018         | [ 58 ]              |
| "Rolê" Carol Biazin part. Gloria Groove | Carol Biazin Day Limns Carol Marcilio Tiê Castro Los Brasileros Pedro Dash Marcelinho Ferraz Dan Valbusa                                               | Beijo de Judas                                       | 2020         | [ 59 ]              |
| "Samba in Paris" Baco Exu do Blues part. Gloria Groove/solo | Baco Exu do Blues Gloria Groove | QVVJFA? Lady Leste (Ao Vivo)                         | 2022 /2023   | [ 60 ]              |
| "Samurai" Hamilton de Holanda part. Gloria Groove e Lakecia Benjamin                                                                                           | Djavan | Samurai - Hamilton de Holanda (A Música de Djavan)   | 2023         | [ 61 ]              |
| "Sedanapo" | Gloria Groove Sérgio Santos Ruxell Pablo Bispo | Alegoria                                             | 2019         | [ 2 ]               |
| "Sem Terror" Quebrada Queer part. Gloria Groove | Apuke Guigo Lucas Boombeat Harlley Tchelo Gomez Murillo Zyess Gloria Groove                                                                            | Ser                                                  | 2018         | [ 62 ]              |
| "SFM" part. MC Hariel | Gloria Groove MC Hariel Ruxell Pablo Bispo | Lady Leste Lady Leste (Ao Vivo)                      | 2022 /2023   | [ 11 ] [ 3 ]        |
| "Show das Poderosas" dueto de Anitta e Gloria Groove | Anitta | Não associado a nenhum álbum                         | Desconhecido | [ 63 ]              |
| "Sinal" | Gloria Groove Sérgio Santos Ruxell Pablo Bispo | Affair                                               | 2020         | [ 64 ]              |
| "Sobrevivi" dueto de Gloria Groove e Priscilla Alcantara | Gloria Groove Priscilla Alcantara Ruxell Gondim | Lady Leste Lady Leste (Ao Vivo)                      | 2022 /2023   | [ 65 ] [ 11 ] [ 3 ] |
| "Superfantástico (Super Fantástico)" Galera do Balão | Edgard Poças | Galera do Balão (CD)                                 | 2002         | [ 66 ] [ 67 ]       |
| "Super Fofos (Música Tema)" com Bianca Alencar e Gabi Milani                                                                                                   | Desconhecido | Canção não lançada                                   | —            |                     |
| "Suplicar" | Gloria Groove Sérgio Santos Ruxell Pablo Bispo Iza | Affair                                               | 2020         | [ 68 ]              |
| "Te Amo Cada Vez Mais" dueto de Daniel e Gloria Groove | David Foster Roberto Merli Edgard Bronfnan | Duas Vozes                                           | 2023         | [ 69 ]              |
| "Terremoto" Lia Clark part. Gloria Groove | Desconhecido | É da Pista Live In Rio                               | 2018         | [ 70 ]              |
| "Tua Indecisão" com Pabllo Vittar e Siamese | Gloria Groove Ruxell Pablo Bispo Lukinhas Rafael Castilhol                                                                                             | Lady Leste                                           | 2022         | [ 11 ]              |
| "Um Mundo Ideal" com Lara Suleiman | Alan Menken Tim Rice | Aladdin (Trilha Sonora Original em Português)        | 2019         | [ 24 ]              |
| "Vem Com Tudo" com Rael e Tropkillaz | Gloria Groove Laudz Zegon Rael | Não associado a nenhum álbum                         | 2023         | [ 71 ]              |
| "Vermelho" | Gloria Groove Ruxell Pablo Bispo MC Daleste | Lady Leste Lady Leste (Ao Vivo)                      | 2022 /2023   | [ 72 ] [ 3 ]        |
| "Vício" | Gloria Groove Sérgio Santos Ruxell Pablo Bispo | Affair                                               | 2020         | [ 73 ]              |
| "Yoyo" part. Iza | Gloria Groove Iza Sérgio Santos Ruxell Pablo Bispo | Lady Leste (Ao Vivo)                                 | 2019         | [ 74 ] [ 3 ]        |